# Хигути, Ютака
Ютака Хигути (яп. 樋口豊 Хигути Ютака, род. 20 сентября 1949 года) — японский фигурист, выступавший в мужском одиночном разряде, трёхкратный чемпион Японии по фигурному катанию. Он представлял Японию на Зимних Олимпийских играх 1968 и 1972 года.
Окончил университет Хосэй. В настоящее время работает спортивным комментатором на телевидении и тренером. Тренировал Кэндзи Миямото (он выступал в танцах на льду вместе с Риэ Арикавой) и, по просьбе японской федерации конькобежного спорта, работал с Мики Андо в сезоне 2005—2006.
| Чемпионат               | 1965—1966 | 1966—1967 | 1967—1968 | 1968—1969 | 1969—1970 | 1970—1971 | 1971—1972 |
| ----------------------- | --------- | --------- | --------- | --------- | --------- | --------- | --------- |
| Зимние Олимпийские игры |           |           | 25        |           |           |           | 16        |
| Чемпионат мира          |           |           |           |           | 20        | 20        | 15        |
| Чемпионат Японии        | 3         | 3         | 2         |           | 1         | 1         | 1         |